# اوهاتسو
اوهاتسو، اوهاتسو نو کاتا، هاتسو (به ژاپنی: お初の方 Ohatsu-no-kata)، جوکو-این (به ژاپنی: 常高院) (زاده ۱۵۷۰ و درگذشته ۱۶۳۳ میلادی) دومین دختر دایمیوی ولایت اومی، آزای ناگاماسا و اوایچی (خواهر اودا نوبوناگا) بود.
او خواهر یودو دونو و اوایو بود. او در کنار خواهرانش در روابط نزدیک خانوادگی اوهاتسو با خاندان تویوتومی و خاندان توکوگاوا به‌طور منحصربه‌فردی به عنوان کانال ارتباطی بین رقبا عمل می‌کرد. او تا سال ۱۶۱۵ در محاصره اوساکا به عنوان یک رابط عمل کرد، زمانی که خاندان توکوگاوا خاندان تویوتومی را حذف کرد.

## زندگی
اوهاتسو دومین دختر آزای ناگاماسا بود، مادرش، اوایچی، کوچک‌ترین خواهر اودا نوبوناگا بود.
پدرش در سال ۱۵۷۳ پس از شورش علیه اودا نوبوناگا درگذشت، و برادر اوهاتسو مانپوکومارو نیز به قتل رسید. او به همراه خواهرانش و مادرش به خاندان اودا پیوست.
در سال ۱۵۸۲ پس از ترور عمویش در حادثه معبد هوننو، مادرش با شیباتا کاتسوایه، ژنرالی در خدمت اودا ازدواج کرد و در سال ۱۵۸۳، تویوتومی هیده‌یوشی به قلعه کیتانوشو حمله کرد، قلعه‌ای که اوهاتسو با پدر رضاعی خود شیباتا کاتسوایه در آن زندگی می‌کرد. در این حمله مادرش درگذشت و تویوتومی هیده‌یوشی اوهاتسو و خواهرانش را تحت نظر و سرپرستی خود گرفت.
هنگامی که او در سال ۱۵۸۷ با پسر عمویش کیوگوکو تاکاتسوگو ازدواج کرد، او یک دایمیو در ولایت اومی بود و قلعه اوتسو را برای تویوتومی هیده‌یوشی در ا نگه می‌داشت. در این مرحله او از دایمیوهای فودای (ملازم ارثی) تویوتومی با کمک هزینه سالانه ۶۰۰۰۰ ککو بود. پس از سال ۱۶۰۰، وفاداری تاکاتسوگو به توکوگاوا منتقل شد و او فیف دامنه اوباما در ولایت واکاسا و همچنین سالانه ۹۲۰۰۰ «کوکو» پاداش دریافت کرد.
تغییر بخت و اقبال همسرش بر زندگی اوهاتسو تأثیر گذاشت اما او خواهرزاده خود، دختر اوایو را به فرزندی پذیرفت، که بعداً با کیوگوکو تاداتاکا، پسر کیوگوکو تاکاتسوگو ازدواج کرد.

### سکیگاهارا
خواهر بزرگتر اوهاتسو یودو دونو بود او زن غیر اصلی و مادر تنها فرزند هیده‌یوشی بود و مادر وارث او بود، او در واقع اداره خاندان تویوتومی پس از از بین رفتن قدرت گو-تایرو باعث شد ژاپن دوباره به جنگ برود.
خواهر کوچکتر اوهاتسو، اوایو، همچنین به نام «اوگو»، همسر اصلی شوگون توکوگاوا هیده‌تادا و مادر جانشین او توکوگاوا ایه‌میتسو بود.
خاندان کیوگوکو با توکوگاوا ایه‌یاسو و ارتش شرقی علیه ارتش غربی در نبرد سکیگاهارا متحد شد.
ارتش غربی توسط ایشیدا میتسوناری و سایر ملازمان وفادار به خاندان تویوتومی رهبری می‌شد. اوهاتسو در قلعه بود که محاصره اوتسو رخ داد.
اوهاتسو در قلعه بودند که محاصره اوتسو متحدان ارتش شرقی، یودو-دونو بودند، یکی از چهره‌های برجسته ضد توکوگاوا (ارتش شرقی) در دوران سکیگاهارا و بعدها در دوران محاصره اوساکا بود. اوهاتسو و اوایو متحدان ارتش شرقی بودند، خواهر آنها، یودو-دونو، یکی از چهره‌های برجسته ضد توکوگاوا (ارتش شرقی) در دوران سکیگاهارا و بعدها در طول محاصره اوساکا بود.

### محاصره اوساکا
پس از مرگ شوهر اوهاتسو در سال ۱۶۰۹، او از زاهد یا راهبه شد ود در معبد جوکو-جی ، یک معبد بودایی در قلمرو اوباما (در استان فوکویی جایی که اکنون او در آن دفن شده است) زندگی می‌کرد و نام Joko-in (جوکو-این) را به خود گرفت. با این حال، اوهاتسو در فتنه‌های سیاسی زمان خود همچنان فعال بود دوباره به عنوان یک مذاکره کننده صلح عمل کرد و با خواهرش یودو دونو متحد شد اگرچه یودو دونو به دلایل شخصی از خاندان توکوگاوا متنفر بود، او پیشرو یک معاهده صلح بین تویوتومی و توکوگاوا بود.
در سال ۱۶۱۵، تویوتومی و توکوگاوا دوباره وارد جنگ شدند، هنگامی که قلعه اوساکا در آتش بود و یودو دونو و پسرش تویوتومی هیده‌یوری هاراکیری انجام دادند و بدین ترتیب به میراث تویوتومی پایان دادند. اوهاتسو موفق شد جان نوهیمه (دختر تویوتومی هیده‌یوری) را نجات دهد و او را به فرزندی پذیرفت.

### مرگ
در ۳۰ سپتامبر ۱۶۳۳، اوهاتسو درگذشت، اگرچه خاندان کیوگوکو یک سال پس از مرگ اوهاتسو به ایزومو-ماتسوئه نقل مکان کرد، اما قبر او مطابق میل او دست نخورده باقی ماند.